# Buncitan
Buncitan is een bestuurslaag in het regentschap Sidoarjo van de provincie Oost-Java, Indonesië. Buncitan telt 4711 inwoners (volkstelling 2010).